# Christoph Blumhardt
Christoph Friedrich Blumhardt (Möttlingen, cerca de Calw, 1 de junio de 1842-Jebenhausen, Göppingen, 2 de agosto de 1919) fue un teólogo luterano, pastor y compositor de himnos y posteriormente parlamentario por el Partido Socialdemócrata de Alemania. Se le considera el fundador del socialismo cristiano en Alemania y Suiza.

## Vida
Su padre, Johann Christoph Blumhardt, fue también pastor y lo influenció con un fuerte pietismo, que contaba con el poder del Espíritu Santo en la vida cotidiana. Fue conocido por la curación de una mujer conocida a nivel nacional como incurable. En 1852 adquirió las instalaciones al lado de las aguas termales de Bad Boll, en la región de Stuttgart, para dedicarlas a su ministerio de la sanación y predicación del evangelio. En el cementerio local fueron sepultados más tarde él y su hijo.

### Bad Boll
Tras estudiar teología protestante en Tubinga, desde 1869 Christoph Friedrich se desempeñó como vicario y secretario adjunto de su padre en Bad Boll. Se afilió a la asociación estudiantil Normannia de Tubinga. En 1870 se casó con Emilie Bräuninger, la hija de un granjero. A la muerte de su padre en 1880 se hizo cargo de la dirección de Bad Boll. 
Ganó prestigio como un elocuente predicador y pastor con una reputación que llegó más allá de su patria. Uno de sus invitados fue en 1892 el joven Hermann Hesse, que fue a Bad Boll desde el Seminario Evangélico de Teología de Maulbronn a petición de sus padres. En octubre de 1896 Blumhardt había experimentado una inspiración que le hizo tener la certeza de que debía predicar el mensaje del amor infinito de Dios al mundo, "un amor que ama incluso a los enemigos", según declaró en el sermón de Navidad.

### Socialismo
Christoph Blumhardt se sintió entonces cada vez más impulsado a preocuparse por los problemas de los trabajadores y de la "cuestión social".  En 1899 se denominó a una reunión de trabajo, en Göppingen, como "Discípulos de Jesús por el socialismo". Luego, un periódico informó que había entrado en el Partido Socialdemócrata, por lo que fue atacado violentamente en los círculos eclesiásticos. Sólo posteriormente ingresó en ese partido y entonces fue obligado a dejar el cargo de pastor. En diciembre de 1900 fue elegido por la circunscripción de Göppingen en el Parlamento de Wurtemberg, en el cual trabajó durante seis años.
Debido a este cambio, Blumhardt perdió muchos de sus antiguos amigos y tuvo que dejar su labor como predicador. Sin embargo, consiguió unir a su trabajo político a otros predicadores y pastores que fueron sus huéspedes en el edificio de conferencias de Bad Boll.
A pesar de problemas de salud, en 1905 y 1910 viajó a Egipto y en 1906 a Palestina. En 1907 se trasladó a Wieseneck Jebenhausen y, al estar limitado en su actividad pastoral, se interesó cada vez más activamente por los temas de actualidad. Al estallar la Primera Guerra Mundial, la asimiló a la Gran Tribulación y mantuvo una fuerte esperanza escatológica. Afirmó que los cristianos "protestan contra la  muerte". En 1917 sufrió un derrame cerebral cuando estaba orando por la Iglesia de Jesús y la salvación del mundo.

## Reconocimiento
Las expectativas radicales de Blumhardt por el Reino de Dios "ahora" y su decisión por el socialismo fueron rechazadas por la élite y la Iglesia de su tiempo. No obstante, sus puntos de vista, que parecían fuera de lugar antes de la guerra, tomaron fuerza en los debates públicos a partir de 1918 e influyeron en muchos teólogos, como por ejemplo Karl Barth, Georg Fritze, Hermann Kutter, Leonhard Ragaz y Eduard Thurneysen.